# Roald-Gletscher
Der Roald-Gletscher ist ein Gletscher auf Coronation Island im Archipel der Südlichen Orkneyinseln. Er fließt aus der Umgebung von Mount Noble und Mount Sladen in östlicher Richtung zur Gibbon Bay.
Der norwegische Walfängerkapitän Petter Sørlle kartierte und benannte ihn zwischen 1912 und 1915. Namensgeber ist vermutlich das Fabrikschiff Roald Amundsen, das seinerseits nach dem norwegischen Polarforscher Roald Amundsen benannt ist. Der Falkland Islands Dependencies Survey nahm zwischen 1948 und 1949 Vermessungen des Gletschers vor.